# Axel Bernstein

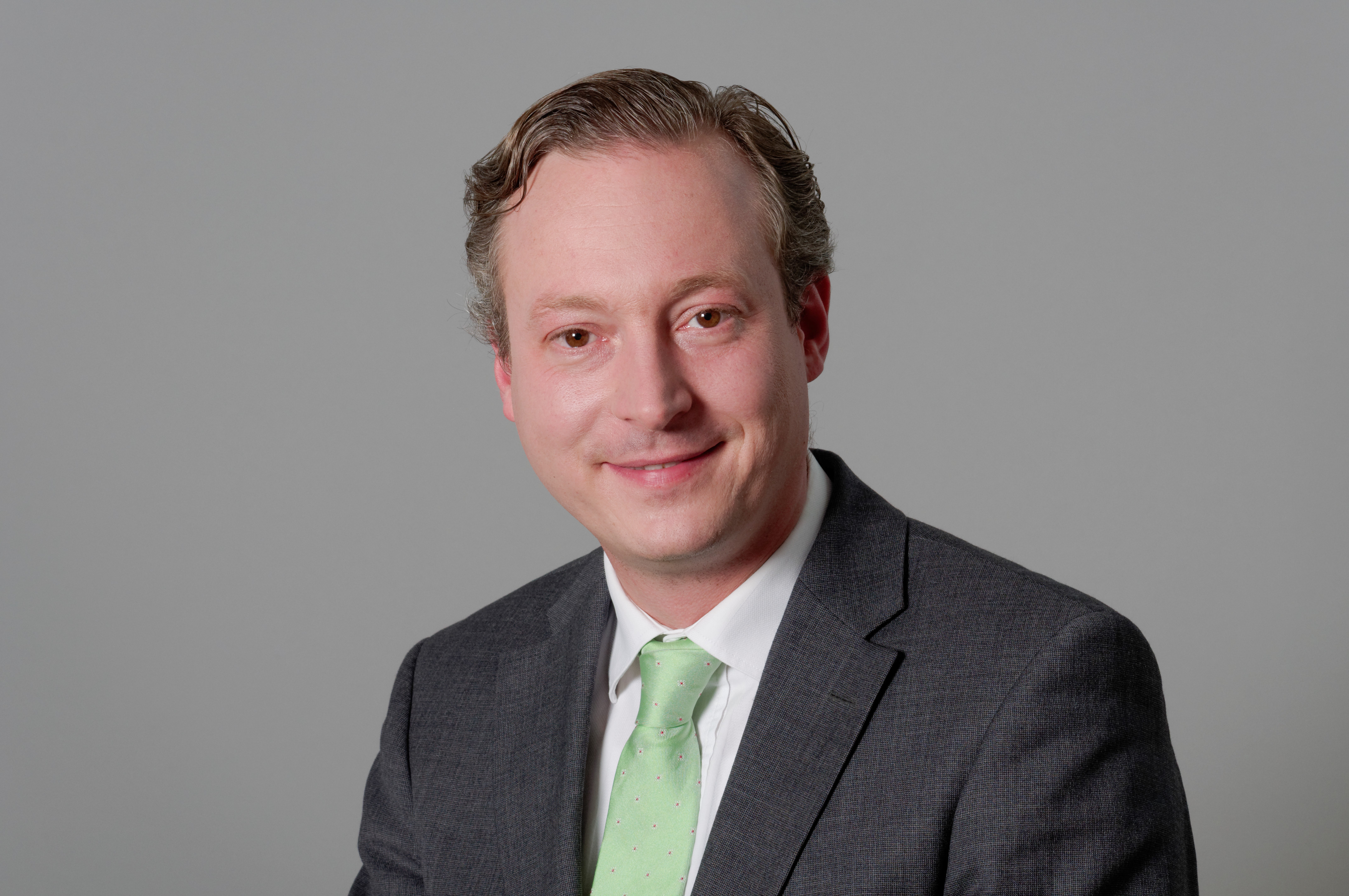
Axel Bernstein (2013)

Axel Bernstein (* 27. Juli 1974 in Neumünster; † 24. August 2017 in Wahlstedt) war ein deutscher Politiker (CDU). Von 2005 bis zu seinem Tod war er Abgeordneter im Schleswig-Holsteinischen Landtag.

## Leben und Beruf
Nach dem Abitur 1994 an der Dahlmannschule in Bad Segeberg war Bernstein zunächst als Wehrdienstleistender, später als Reserveoffizier bei der Bundeswehr tätig. 1996 begann er ein Studium der Mittleren und Neueren Geschichte, der Politikwissenschaft und des Öffentlichen Rechts an der Christian-Albrechts-Universität Kiel, das er 2002 als Magister Artium beendete. Anschließend war er als Referent für Presse- und Öffentlichkeitsarbeit beim CDU-Landesverband Schleswig-Holstein tätig und fungierte als Büroleiter des CDU-Landesvorsitzenden. Von 2005 bis 2010 war Bernstein Chefredakteur des Schleswig-Holstein-Kuriers und schloss 2009 seine Promotion ab. Ab 2002 war er selbstständig tätig im Bereich politischer Kommunikationsberatung und Unternehmensberatung.
Bernstein war evangelisch-lutherisch. Am 24. August 2017 wurde der damals 43-Jährige auf seinem Grundstück in Wahlstedt nach einem Sturz leblos aufgefunden, der Arzt konnte nur noch seinen Tod feststellen. Er war verheiratet mit der CDU-Politikerin Melanie Bernstein und hinterlässt zwei Kinder.

## Partei
Noch als Schüler wurde Bernstein 1992 Mitglied der Jungen Union und war von seinem Eintrittsjahr bis 1996 Ortsvorsitzender der Jungen Union Wahlstedt. 1993 trat er auch der CDU bei und war seitdem bürgerliches Mitglied der CDU-Fraktion in Wahlstedt. Von 1994 bis 2002 war er im Kreisvorstand der Jungen Union Segeberg, ab 1997 als Kreisvorsitzender. In den Kreisvorstand der CDU Segeberg wurde er erstmals 1995 gewählt und fungierte seit 2001 als deren stellvertretender Kreisvorsitzender. Von 1998 bis 2008 war er Mitglied des Kreistages. Im Jahr 2001 wurde Bernstein zum stellvertretenden Landesvorsitzenden der Jungen Union Schleswig-Holstein gewählt und hielt diese Funktion bis 2005. 2003 bis 2008 war er stellvertretender Fraktionsvorsitzender der CDU-Kreistagsfraktion und ab 2005 Vorsitzender der CDU in Wahlstedt.
Am 6. November 2015 wählte ihn der CDU-Landesvorstand Schleswig-Holstein auf Vorschlag des Landesvorsitzenden Ingbert Liebing zum Landesgeschäftsführer. Diese Funktion nahm er vom 9. November 2015 bis zum 31. Oktober 2016 wahr.

## Abgeordneter
Ab der 16. Wahlperiode war Bernstein Abgeordneter des Schleswig-Holsteinischen Landtages. Von 2005 bis 2009 war er umweltpolitischer Sprecher der CDU-Landtagsfraktion und in seiner Funktion als Vorsitzender des Fraktionsarbeitskreises Umwelt Mitglied des Fraktionsvorstandes. In der 17. Wahlperiode, 2009 bis 2012, war er Parlamentarischer Geschäftsführer. Ab 2012 war er medienpolitischer Sprecher der CDU-Landtagsfraktion und Mitglied des Innen- und Rechtsausschusses, ab 2014 Vorsitzender des Fraktionsarbeitskreises Innen und Recht und polizeipolitischer Sprecher seiner Fraktion.
Bernstein zog 2005 mit 49,8 Prozent der Erststimmen als direkt gewählter Abgeordneter des Wahlkreises Segeberg-Ost in den Landtag ein. Bei der vorgezogenen Landtagswahl in Schleswig-Holstein 2009 wurde er mit 41,0 Prozent der Erststimmen wiedergewählt, ebenso 2012. Bei der Landtagswahl 2017 erhielt er (mit 43,1 Prozent der Erststimmen) für die 19. Wahlperiode erneut das Direktmandat seines Wahlkreises, aufgrund seines Todes rückte jedoch nur wenige Monate später die Lübecker CDU-Kreisvorsitzende Anette Röttger in den Landtag nach.

## Veröffentlichungen
- Die Gebietsreform in Schleswig-Holstein. Die Neugliederung der Kreise in den 1960er und 1970er Jahren (= IZRG-Schriftenreihe. Band 14). Verlag für Regionalgeschichte, Gütersloh 2010, ISBN 978-3-89534-754-2.

## Gesellschaftliches Engagement
Ab 2004 war Bernstein Mitglied im Wirtschaftsbeirat der Industrie- und Handelskammer zu Lübeck (IHK). Von 2007 bis 2016 war er stellvertretender Vorsitzender des Vereins für Jugend und Kulturarbeit.
Weiterhin war er engagiert als:
- Fördermitglied der Freiwilligen Feuerwehr Wahlstedt und der Freiwilligen Feuerwehr Bad Segeberg
- Mitglied der Segeberger Tafel
- Mitglied im Heimatverein des Kreis Segeberg
- Mitglied der Gesellschaft für Schleswig-Holsteinische Geschichte
- Mitglied im Förderverein des Luftwaffenmuseums der Bundeswehr
- Mitglied im Förderverein Invalidenfriedhof
- Mitglied im Lions Club Wahlstedt